# Pulso paradójico
El pulso paradójico, también llamado pulso de Kussmaul es el descenso anormal de la presión sistólica y de la amplitud de pulso durante la inspiración.

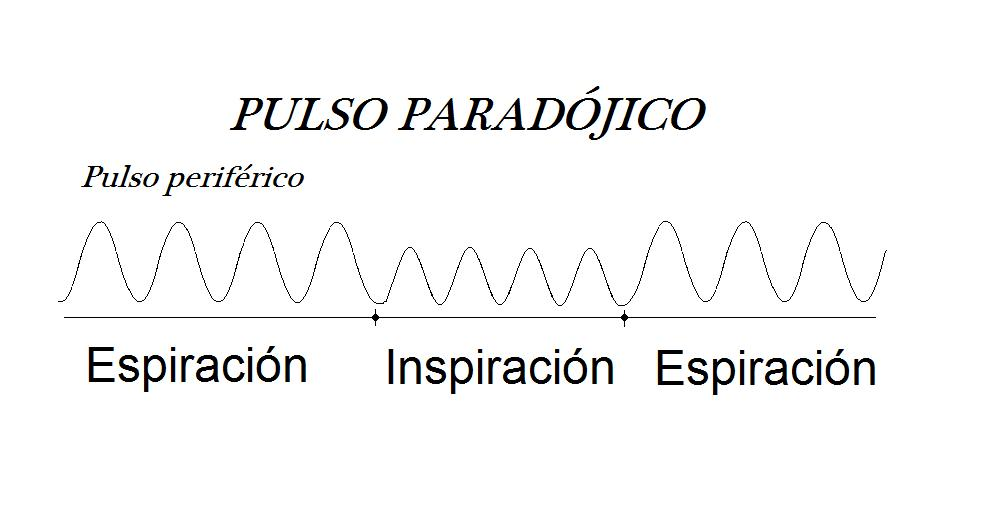
Representación del pulso paradójico.

En medicina el pulso paradójico (PP) se define como un gran descenso en la presión arterial sistólica y en la amplitud de la onda de pulso durante la inspiración fuera de los valores fisiólógicos.
Se considera pulso paradójico cuando la caída de presión es mayor de 10 mm Hg durante la inspiración. En condiciones normales el descenso es menor de 10 mm Hg. Este fenómeno no tiene nada que ver con la frecuencia del pulso o el ritmo cardíaco.
El pulso paradójico es un signo indicativo de varias patologías como taponamiento cardiaco, pericarditis, apnea crónica del sueño, crup (laringotraqueobronquitis), y enfermedad pulmonar obstructiva (por ejemplo asma, o EPOC).
Se denomina paradójico porque en el examen clínico durante la inspiración se pueden detectar los latidos en una auscultación cardiaca pero no se pueden percibir en el pulso radial. Esto es el resultado de un descenso acentuado de la presión arterial que hace que el pulso radial no sea palpable. Además puede estar acompañado de un incremento en la presión de la vena yugular (signo de Kussmaul).Como es habitual con la inspiración, la frecuencia cardiaca aumenta ligeramente debido a la disminución del gasto del ventrículo izquierdo.

## Mecanismos fisiológicos
Normalmente durante la inspiración, la presión arterial sistólica puede descender hasta 10 mm Hg y la frecuencia del pulso se eleva ligeramente. Esto se debe a que la contracción del diafragma aumenta el volumen de la caja torácica y crea así una presión intratorácica más negativa con respecto a la presión atmosférica. Estos cambios de presión tienen los siguientes efectos:
- Aumento del retorno venoso a la aurícula derecha ya que se establece un gradiente de presión favorable en la vena cava inferior. Esto se debe a que la presión abdominal se hace mayor que la intratorácica y la sangre es aspirada hacia el tórax. En los vasos pulmonares no se crea ningún gradiente de presión (son intratorácicos en su totalidad) por lo que el retorno a la aurícula izquierda no aumenta.

- La llegada de aire expande los pulmones y, a su vez, abre los vasos que en ellos se encuentran. De esta manera, durante la inspiración la cantidad de sangre que se encuentra en los pulmones será mayor.

- La presión negativa se transmite al miocardio y se opone a su contracción lo que conlleva una disminución de la contractilidad cardiaca y de la fracción de eyección del ventrículo.

- El gradiente de presión entre abdomen y tórax provocado por el diafragma afecta también a la aorta. Como consecuencia de la inspiración el flujo de salida de la aorta será menor.

Así, el volumen del ventrículo derecho aumentará y producirá una reducción del volumen del ventrículo izquierdo. En condiciones patológicas como el taponamiento cardiaco este hecho se acentúa de tal manera que el tabique interventricular protruye exageradamente hacia el ventrículo izquierdo. También se reduce la llegada de sangre al ventrículo izquierdo disminuyendo aún más la precarga. Por último, la acumulación de sangre en la aorta aumenta la poscarga. Todo ello, junto con el descenso de la contractilidad cardíaca, produce la disminución de la presión sistólica en el siguiente latido. Asimismo, la frecuencia cardíaca aumenta por influjo del sistema nervioso vegetativo.
La reducción de volumen afecta sólo al ventrículo izquierdo porque es menos distensible que el derecho y porque el retorno pulmonar se ve mermado. Asimismo, la excesiva distensión del ventrículo derecho también impide en parte que el ventrículo izquierdo se llene. Sin embargo, esto no implica necesariamente (al menos, en condiciones fisiológicas) que el tabique interventricular se abombe marcadamente hacia el ventrículo izquierdo, porque normalmente existe un gradiente de presión muy alto entre ambos ventrículos (las presiones sistólicas del izquierdo rondan los 120 mm Hg y las del derecho los 20).
Además puede estar relacionado con el signo de Kussmaul (la subida de la presión venosa central durante la inspiración, cuando en condiciones normales ésta baja) de la siguiente manera: la disfunción en las cavidades izquierdas del corazón provoca, si persiste, la retención de sangre y subida de presiones en la circulación pulmonar y cavidades derechas, llegando a afectar al retorno venoso. Muchas veces se acompaña de ingurgitación yugular.

## Medición del pulso paradójico
El pulso paradójico se mide con un manguito de presión arterial y un estetoscopio (sonidos de Korotkoff) midiendo la variación de la presión sistólica entre la espiración y la inspiración.
Se infla el manguito hasta que no se escuchen sonidos, lentamente se disminuye la presión dentro del manguito hasta que los sonidos sistólicos se puedan oír durante la espiración, pero no durante la inspiración (se toma la primera medida). Se continúa descendiendo lentamente la presión del manguito hasta que los sonidos sean escuchados durante todo el ciclo respiratorio (espiración e inspiración) y se anota la segunda medida.
Si la diferencia de presión entre las dos medidas es de más de 10 mm Hg, se trata de pulso paradójico.

## Causas
El pulso paradójico puede ser causado por varios procesos fisiológicos.
Causas anatomicas
- Causas cardiacas: taponamiento cardiaco, embolia pulmonar, choque cardiogénico, derrame pericárdico, pericarditis.

- Causas pulmonares: en muchas enfermedades pulmonares hay que realizar un trabajo respiratorio mayor que crea presiones más negativas de lo habitual y puede propiciar este fenómeno (asma grave, EPOC).

- Otras causas: choque anafiláctico, obstrucción de la vena cava superior, embarazo, obesidad.

Causas patológicas
- Descenso de la reserva funcional del corazón derecho, por ejemplo un infarto de miocardio o un taponamiento cardiaco.

- Obstrucción en el ventrículo derecho, por ejemplo una obstrucción en la vena cava superior, o una embolia pulmonar.

- Descenso en el volumen de sangre del corazón izquierdo debido a una hiperinflación pulmonar (asma, EPOC).